# Microrégion d'Alto Teles Pires

Localisation de la microrégion d'Alto Teles Pires

La microrégion d'Alto Teles Pires est l'une des huit microrégions qui subdivisent le nord de l'État du Mato Grosso au Brésil.
Elle comporte 9 municipalités qui regroupaient 137 893 habitants en 2006 pour une superficie totale de 54 043 km2.

## Municipalités[1]
- Ipiranga do Norte
- Itanhangá
- Lucas do Rio Verde
- Nobres
- Nova Mutum
- Nova Ubiratã
- Santa Rita do Trivelato
- Sorriso
- Tapurah